# Am Pass – Geschichten aus der Spitzenküche
Am Pass – Geschichten aus der Spitzenküche ist eine deutsche Kochdokumentation, die an den Stil der Netflixserie Chef’s Table angelehnt ist. Sie wurde von heyfilm im Auftrag des SR produziert und hatte am 8. Januar 2022 die Erstausstrahlung im SR.

## Köche
In Staffel 1 werden sechs Köche in Deutschland besucht. In der ersten Folge wird bei Silio Del Fabro in Saarbrücken im Restaurant Esplanade gedreht. Die zweite Folge widmet sich Tony Hohlfeld im Restaurant Jante, Hannover. In der dritten Folge wird Clemens Rambichler in Dreis im „Waldhotel Sonora“ besucht und in der vierten Folge Cornelia Fischer im „Zur Schwane“ in Volkach am Main. Die fünfte Folge hat Sonja Baumann und Erik Scheffler im  Kölner „NeoBiota“ zum Thema und die sechste Folge beschäftigt sich mit Robert Rädel im Heidelberger Restaurant „Oben“. 
In der Staffel 2 werden weitere sechs talentierte Köche aus Deutschland vorgestellt. Diese Staffel führt den Zuschauer von Frankfurt am Main mit Ricky Saward im „Seven Swans“, über Boris Rommel im „Wald- und Schlosshotel Friedrichsruhe“ in Zweiflingen, bis hin zu Sebastian Frank im „Horvath“ in Berlin. In Hannover wird Benjamin Gallein im „Votum“ besucht, während Niclas Nussbaumer in der „Mühle“ in Schluchsee und Felix Schneider im „ETZ“ in Nürnberg ihre kulinarischen Visionen präsentieren. Jeder Koch bringt eine einzigartige Perspektive auf die deutsche Gastronomie, indem er seine individuellen Techniken, Philosophien und die Bedeutung von regionalen Zutaten hervorhebt.
In Staffel 3 setzen sich die kulinarischen Entdeckungen fort, mit einem Fokus auf innovative Köche in Norddeutschland. Diese Staffel beginnt in Osnabrück mit Tom Elstermeyer im „iko“ und Randy de Jong im „Kesselhaus“, führt dann zu Markus Kebschull im „Seesteg“ auf Norderney und Tim Extra im „Apicius“ in Bad Zwischenahn. In Hamburg werden Stefan Fäth im „JellyFish“ und Maurizio Oster im „Zeik“ porträtiert. Thomas Wohlfeld im „Handwerk“ in Hannover und Daniel Raub in der „Genießer Stube“ in Friedland runden die Staffel ab, indem sie ihre einzigartigen Herangehensweisen an die Gastronomie und ihren Einfluss auf die lokale Küche zeigen.

## Produktion
Die Serie wird von heyfilm produziert. Als Kameramann wird Jannes Kuhlmann eingesetzt, für den Schnitt ist Catja Schlimme zuständig. Die Musik macht Chris A. Richter und die Tonmischung Dirk Austen. Für die Grafiken ist Marc André Misman zuständig. Die Redaktion übernimmt Kerstin Woldt.